# Nupserha flavipennis
Nupserha flavipennis är en skalbaggsart som beskrevs av Stefan von Breuning 1950. Nupserha flavipennis ingår i släktet Nupserha och familjen långhorningar.
Artens utbredningsområde är Nepal. Inga underarter finns listade i Catalogue of Life.